# 蓬萊蝨蚜
蓬萊蝨蚜（学名：Cerataphis formosana）为扁蚜科彫胸扁蚜屬下的一个种。